# Rio Branco Esporte Clube
Il Rio Branco Esporte Clube, noto anche come Rio Branco-SP o semplicemente come Rio Branco, è una società calcistica brasiliana con sede nella città di Americana, nello stato di San Paolo.

## Storia
Il 4 agosto 1913, il club è stato fondato con il nome di Sport Club Arromba. Il primo consiglio di amministrazione del Rio Branco era composto da João Truzzi, che è stato uno dei fondatori del club, e da altre 26 persone. Nel 1917, il club cambiò nome in Rio Branco Football Club, in omaggio al Barone di Rio Branco.
Nel 1922 e nel 1923, il club vinse il Campeonato Paulista do Interior. Verso la fine degli anni quaranta, il club chiuse il reparto di calcio.
Nel 1961, il nome del club fu tradotto in lingua portoghese, diventando Rio Branco Futebol Clube. Nell'aprile 1979, il Rio Branco e un'altra squadra locale, chiamata Americana Esporte Clube, si fusero, e venne riattivato il reparto di calcio del club.
Nel 1990, il club fu finalista della seconda divisione del Campionato Paulista, venendo promosso nella massima divisione statale dell'anno successivo. Nel 1993, il Rio Branco terminò al sesto posto nel Campionato Paulista, dietro solo alle squadre più grandi. Nel 2001, il club terminò di nuovo al sesto posto nel Campionato Paulista, e sfiorò le semifinali. Un anno dopo, senza le grandi squadre dello stato, la "Tigre" terminò al terzo posto nel Campionato Paulista.

## Colori e simboli

### Colori
I colori ufficiali del club sono il bianco e il nero. La prima divisa del Rio Branco è composta da maglia bianca, pantaloncini calzettoni neri.

### Simboli ufficiali

#### Inno
L'inno del club è stato composto da Oséas Sass.

#### Mascotte
La mascotte del Rio Branco è una tigre, vestita con la divisa del club.

## Strutture

### Stadio
Il Rio Branco gioca le partite casalinghe all'Estádio Municipal Décio Vitta, che ha una capacità massima di 16 000 posti.

## Palmarès

### Competizioni statali
- Campeonato Paulista Série A3: 1

2012
- Campeonato Paulista Série A4: 1

2024